# Thomas Reidy
Thomas Reidy (Brooklyn, 26 de noviembre de 1968) es un deportista estadounidense que compitió en bádminton. Ganó una medalla de plata en los Juegos Panamericanos de 1995, en la prueba de dobles.

## Palmarés internacional
| Juegos Panamericanos | Juegos Panamericanos      | Juegos Panamericanos | Juegos Panamericanos |
| Año                  | Lugar                     | Medalla              | Prueba               |
| -------------------- | ------------------------- | -------------------- | -------------------- |
| 1995                 | Mar del Plata (Argentina) | Medalla de plata     | Dobles               |